# هانام
هانام
شهر هانام (به کره‌ای: 하남) (به انگلیسی: Hanam) با جمعیت  ۱۲۲٫۳۳۷  نفر در ایالت  گیونگی-دو در کشور کره‌جنوبی واقع شده‌است.